# Facundo Villalba
Luis Facundo Villalba (Dock Sud, Avellaneda, Buenos Aires,  Argentina; 20 de junio de 1973) es un exfutbolista argentino que se desempeñaba en la posición de delantero.

## Biografía
Debutó con River el 29 de mayo de 1993 en el empate 1–1 contra Argentinos Juniors y donde obtuvo cuatro campeonatos de Primera División y una Copa Libertadores en 1996. En el año 2002, logró el ascenso con Arsenal de Sarandí a Primera División. Se retiró del fútbol profesional en 2006 en Dock Sud.
Fue técnico del plantel de reserva de River entre 2015 y 2020cuando Marcelo Gallardo le solicitó que dejara de dirigir a las inferiores del club millonario. El periodismo deportivo dejó trascender que el verdadero motivo de su salida fueron álgidas y férreas discusiones con Gallardo.
En junio de 2021, asumió como director técnico de la primera de San Martin de San Juan. Sin embargo, al año siguiente dejó el club cuyano en una situación deficitaria en los balances, pues se retiró con más partidos perdidos que ganados. 
En 2024 fue elegido como DT del club Almirante Brown. El público mirasol desde un primer momento cuestionó su elección como director técnico, mostrando disconformidad. Luego de dos partidos bochornosos en carácter de local, la dirigencia del club de Isidro Casanova decidió despedir a Luigi Villalba. El periodista deportivo Alejandro Guindo -haciendo un juego de palabras con la apariencia física del entrenador- calificó su paso por Almirante Brown como "pelado de ideas, pelado de juego, pelado de ganas, pelado de puntos".

## Clubes

### Como jugador
| Club                  | País      | Año       |
| --------------------- | --------- | --------- |
| River Plate           | Argentina | 1992-1997 |
| Atlas                 | México    | 1997-1998 |
| Racing Club           | Argentina | 1998-1999 |
| San Martín de Mendoza | Argentina | 2000-2001 |
| Arsenal               | Argentina | 2002      |
| Belgrano              | Argentina | 2002-2003 |
| Defensa y Justicia    | Argentina | 2003-2005 |
| Dock Sud              | Argentina | 2006      |

### Como asistente técnico
| Club        | País      | Año       |
| ----------- | --------- | --------- |
| Nacional    | Uruguay   | 2011–2012 |
| River Plate | Argentina | 2014-2020 |

### Estadísticas como entrenador
| Equipo                    | Div.                 | Torneo               | Estadísticas | Estadísticas | Estadísticas | Estadísticas | Estadísticas | Estadísticas | Estadísticas | Estadísticas | Estadísticas |
| Equipo                    | Div.                 | Torneo               | PJ           | G            | E            | P            | GF           | GC           | DG           | Efectividad  | Puntos       |
| ------------------------- | -------------------- | -------------------- | ------------ | ------------ | ------------ | ------------ | ------------ | ------------ | ------------ | ------------ | ------------ |
| San Martín (SJ) Argentina | 2.ª                  |                      |              |              |              |              |              |              |              |              |              |
| San Martín (SJ) Argentina | 2.ª                  | 2021                 | 21           | 6            | 7            | 8            | 21           | 21           | 0            | 39.68%       | 25           |
| San Martín (SJ) Argentina | 2.ª                  | 2022                 | 5            | 1            | 1            | 3            | 2            | 5            | -3           | 26.67%       | 4            |
| San Martín (SJ) Argentina | Total                | Total                | 26           | 7            | 8            | 11           | 23           | 26           | -3           | 37.18%       | 29           |
| Almirante Brown Argentina | 2.ª                  |                      |              |              |              |              |              |              |              |              |              |
| Almirante Brown Argentina | 2.ª                  | 2024                 | 2            | 0            | 0            | 2            | 1            | 3            | -2           | 0%           | 0            |
| Almirante Brown Argentina | Total                | Total                | 2            | 0            | 0            | 2            | 1            | 3            | -2           | 0%           | 0            |
| Total en sus equipos      | Total en sus equipos | Total en sus equipos | 28           | 7            | 8            | 13           | 24           | 29           | -5           | 34.52%       | 29           |

## Palmarés

### Campeonatos nacionales
| Título           | Club        | País      | Año           |
| ---------------- | ----------- | --------- | ------------- |
| Primera División | River Plate | Argentina | Apertura 1993 |
| Primera División | River Plate | Argentina | Apertura 1994 |
| Primera División | River Plate | Argentina | Apertura 1996 |
| Primera División | River Plate | Argentina | Clausura 1997 |

### Copas internacionales
| Título            | Club        | País      | Año  |
| ----------------- | ----------- | --------- | ---- |
| Copa Libertadores | River Plate | Argentina | 1996 |